# 竹田裕一郎
竹田 裕一郎（たけだ ゆういちろう、1968年5月6日 - ）は日本のアニメ脚本家。SF作品やロボット作品を多く手がけ、ゲーム脚本などの活動もあった。

## 概要
『アニメV』、『月刊OUT』などで特集記事、読者ページなどをフリーライターとして担当。それらを通じて知り合ったアニメーター・監督の芦田豊雄の誘いにより、『新・超幕末少年世紀タカマル』で脚本家デビュー。以後は、SF物、ロボット物を中心に活躍中。

## エピソード
- 『勇者王ガオガイガー』では、肝臓原種というキャラクターのデザイン上のモデルとなった[1]。
- 「ゼノサーガシリーズ」ではDS版ゲームとアニメ版の脚本を担当しているが、双方のプロデューサーが偶然、別個に依頼することになった結果だという[2]。
- 「スーパーロボット大戦シリーズ」のファン。映像演出家の嶋崎直登とは大学からの知り合いで、嶋崎がシリーズに関わるようになったのは竹田の影響による[3]。嶋崎没後にスーパーロボット大戦シリーズのアニメのシリーズ構成を依頼された際は快諾している[3]。『第2次スーパーロボット大戦OG』では、第一報と同時に公式ブログにおいて、シナリオを担当する事が発表された[4]。

## 作品

### テレビアニメ
- ナースエンジェルりりかSOS（脚本、1995年）
- 十二戦支 爆烈エトレンジャー（脚本、1995年）
- 勇者王ガオガイガー（脚本、1997年）
- ガサラキ（脚本、1998年）
- ベターマン（脚本、1999年）
- 無限のリヴァイアス（脚本、1999年）[5]
- 星界の戦旗（脚本、2000年）
- 星界の戦旗II（シリーズ構成・脚本、2001年）
- F-ZERO ファルコン伝説（脚本、2003年）
- SDガンダムフォース（脚本、2004年）
- ジパング（脚本、2004年）
- 砂ぼうず（脚本、2004年）
- Xenosaga THE ANIMATION（シリーズ構成・脚本、2005年）
- 勇者王ガオガイガーFINAL GRAND GLORIOUS GATHERING（脚本、2005年）
- BLACK CAT（脚本、2005年）
- 銀色のオリンシス（シリーズ構成・脚本、2006年）
- ぷるるんっ!しずくちゃん あはっ☆（脚本、2008年）
- ロザリオとバンパイア CAPU2（脚本、2008年）
- スーパーロボット大戦OG -ジ・インスペクター-（シリーズ構成・脚本、2010年）
- バチカン奇跡調査官（脚本、2017年）
- UQ HOLDER! 〜魔法先生ネギま!2〜（脚本、2017年）
- キャプテン翼（第4作）（脚本、2018年）
- 逆転裁判 〜その「真実」、異議あり!〜Season2（脚本、2019年）
- 異世界でチート能力を手にした俺は、現実世界をも無双する〜レベルアップは人生を変えた〜（脚本、2023年）

### OVA
- 新・超幕末少年世紀タカマル（脚本、1992年）
- 装甲騎兵ボトムズ 赫奕たる異端（文芸、1994年）
- 装甲騎兵ボトムズ ブリーフィング（構成、1994年）
- 旭日の艦隊（脚本、1997-2002年）
- 勇者王ガオガイガーFINAL（2000-2003年、脚本）

### 特撮
- 時空警察ハイペリオン（脚本、2009年）

### ゲーム
- ウルトラセブン 地球防衛作戦（脚本、1994年）
- 装甲騎兵ボトムズ ライトニングスラッシュ（脚本、1999年）
- 青の6号 Antarctica（脚本、2000年）
- ゼノサーガI・II（脚本、2006年）
- ゼノブレイド（脚本、2010年）
- 第2次スーパーロボット大戦OG（脚本、2011年）
- スーパーロボット大戦OG ダークプリズン（脚本、2013年）
- ゼノブレイドクロス（脚本、2015年）[6]
- スーパーロボット大戦OG ムーン・デュエラーズ（脚本、2016年）
- ゼノブレイド2（脚本、2017年）
- ゼノブレイド2 黄金の国イーラ（脚本、2018年）
- スーパーロボット大戦DD（イベント「クロッシング・パイロット第5弾」シナリオ[7]、メインシナリオプロット協力[8]、2021年 - 2022年）
- スーパーロボット大戦30（『覇界王〜ガオガイガー対ベターマン〜』監修・シナリオ協力、2021年）
- ゼノブレイド3（脚本、2022年）

### 小説
- 小説 ファイアーエムブレム 聖戦の系譜 〈上巻〉聖戦士シグルド－運命の扉－
- 小説 ファイアーエムブレム 聖戦の系譜 〈下巻〉聖戦士セリス－光をつぐもの－
- 勇者王ガオガイガーFINAL （1）勇者王新生!―獅子王凱の神話－
- 勇者王ガオガイガーFINAL （2）大いなる遺産―天海護の神話－
- 勇者王ガオガイガー2005 獅子の女王―リオン・レーヌ－
- 勇者王ガオガイガーpreFINAL
- 勇者王ガオガイガーFINALplus
- 覇界王 〜ガオガイガー対ベターマン〜（矢立文庫 Web小説）
- ゼノサーガ エピソードII to III a missing year（公式ガイドに収録）
- ゼノブレイド挿話 -故郷にて-（ゼノブレイド ザ・シークレットファイル モナド・アーカイブスに収録）
- スーパーロボット大戦OG 告死鳥戦記
- 機動戦士ガンダム サンダーボルト外伝 MS STORIES（Web小説）
- 暗黒のゼーヴェノア